# 格雷恩瓦利 (密蘇里州)
格雷恩瓦利（英語：Grain Valley）是位於美國密蘇里州傑克遜縣的城市。

## 人口
根據2020年美國人口普查的數據，格雷恩瓦利的面積為15.98平方千米，當中陸地面積為15.96平方千米，而水域面積為0.02平方千米。當地共有人口15627人，而人口密度為每平方千米978人。